# Landolphia elliptica
Landolphia elliptica là một loài thực vật có hoa trong họ La bố ma. Loài này được Lassia mô tả khoa học đầu tiên năm 1927.